# L. Frank Baum
Lyman Frank Baum (født 15. maj 1856 - død 9. maj 1919) var en amerikansk digter, forfatter og journalist, der er bedst kendt for sine børnebøger. Baum er først og fremmest berømt for bogserien Troldmanden fra Oz, hvor han i alt skrev 14 bøger i serien. Udover Troldmanden fra Oz skrev Baum 41 andre romaner, 83 noveller, over 200 digte og mindst 42 manuskripter.
Privat var Baum gift med Maud Gage og fik fire sønner. Han døde af et hjerteanfald i en alder 62 år. Oz-serien fortsatte længe efter hans død af andre forfattere, såsom Ruth Plumly Thompson, der skrev yderligere 21 bøger.
I 1939 blev Baums første Oz-bog, oprindeligt udgivet i 1900, filmatiseret. Filmen er sidenhen blevet et af mange vartegn for amerikanske film.